# Серапион (архиепископ Суздальский)
Архиепи́скоп Серапио́н — епископ Русской церкви, архиепископ Суздальский и Тарусский.
С 1618 года — игумен Ярославского Толгского монастыря.
5 октября 1634 года хиротонисан во епископа Суздальского.
В 1637 году освятил храм во имя святых Феодора и Иоанна, епископов Суздальских, к которым питал особое благоговение.
Много заботился архиепископ Серапион о благолепии суздальских храмов. Его стараниями в первый же год управления расписана «стенным письмом» соборная суздальская церковь.
В 1642 году был представлен кандидатом на патриаршество.
В 1645 году участвовал в короновании царя Алексея Михайловича.
В 1647 году архиепископ Серапион донёс государю и патриарху, что в Суздальском уезде, в дворцовом селе Глумове, явилась чудотворная икона Божией Матери Казанской и что для расследования совершившихся от неё чудес он посылал ключаря соборной церкви и своего приказного человека, которые и убедились в достоверности этих чудес. Царь и патриарх приказали архиепископу, чтобы он сам съездил на место явления чудотворной иконы, допросил тех, над которыми совершились чудеса, равно как и свидетелей, записал показания тех и других и за подписями их и их отцов духовных прислал в Судный патриарший приказ.
Скончался в 1653 году. Погребён в соборной церкви Рождества Богородицы города Суздаля.

## Сочинения
- Грамота 1636 году в Покровский монастырь о выборе игуменьи с увещанием не ссориться // Акты исторические, собранные и изданные Археографическою комиссиею: в 5 т. — СПб., 1841—1842. — Т. 3, № 189.
- О соблюдении церковного благочестия (1642 г.) // Акты исторические, собранные и изданные Археографическою комиссиею: в 5 т. — СПб., 1841—1842. — Т. 3, с. 382—385. Сказка Суздальского архиепископа Серапиона и допросные речи Спаса-Ефимиева монастыря архимандрита Иосифа с братьею о земляном вале в Суздале (9 и 10 апреля 1643 г.) // Акты исторические, собранные и изданные Археографическою комиссиею: в 5 т. — СПб., 1841. — Т. 3, № 224.
- Ставленная грамота диакону // Калачов Н. В. Акты, относящиеся до юридического быта древней России: в 3 т. — СПб., 1857, с. 408, 409. Грамота 1643 года с запрещением свидетельствовать лживую духовную // Калачов Н. В. Акты, относящиеся до юридического быта древней России: в 3 т. — СПб., 1857, с. 261.